# Салихамиджич, Хасан
Хаса́н Салихами́джич (босн. Hasan Salihamidžić; род. 1 января 1977[…], Ябланица) — боснийский футболист, полузащитник. С июля 2017 по май 2023 года — спортивный директор мюнхенской «Баварии».

## Биография
Хасан родился в мусульманской боснийской семье. Его отца зовут Ахмед, мать — Сефика, также у Салихамиджича есть старшая сестра. После окончания школы он играл в местной футбольной команде. Затем подписал контракт с клубом «Вележ Мостар» и играл в клубе до 1992 года. В те годы Хасан выступал за юниорскую сборную Югославии.
В ноябре 1992 года Салихамиджич, накопив достаточно денег, переехал в Гамбург. Благодаря связям своего двоюродного брата Ахмеда Халилходжича, его взяли в молодёжную команду ФК «Гамбург».
В Гамбурге Хасан выступал до 1998 года до перехода в мюнхенскую «Баварию». Сыграв 9 сезонов за «Баварию», летом 2007 года Салихамиджич на правах свободного агента перешёл в «Ювентус».
По окончании сезона 2010/11 покинул «Ювентус», и 4 июля 2011 года стало известно, что он на правах свободного агента перешёл в немецкий «Вольфсбург», подписав с «волками» однолетний контракт. «Вольфсбург» стал последним клубом Салихамиджича как игрока, в сентябре 2012 в возрасте 35 лет он объявил о завершении карьеры.
31 июля 2017 года назначен спортивным директором «Баварии». Контракт подписан до 30 июня 2020 года.
27 мая 2023 года был уволен с поста спортивного директора «Баварии». Сразу же после победного для «Баварии» матча над «Кёльном» и 11-го чемпионства подряд. Салихамиджича обвиняли в многочисленных конфликтах с тренерами (в частности в уходе  Юлиана Нагельсмана и Ханс-Дитера Флика) и провальных трансферах, самым громким из которых стал Садио Мане. Вместе с ним был уволен председатель правления клуба Оливер Кан.

## Достижения
«Бавария»
- Чемпион Германии (6): 1998/99, 1999/2000, 2000/01, 2002/03, 2004/05, 2005/06
- Обладатель Кубка Германии (4): 1999/2000, 2002/03, 2004/05, 2005/06
- Обладатель Кубка немецкой лиги (4): 1998, 1999, 2000, 2004
- Победитель Лиги чемпионов (1): 2000/01
- Обладатель Межконтинентального кубка (1): 2001